# 마르지 다비크 전투

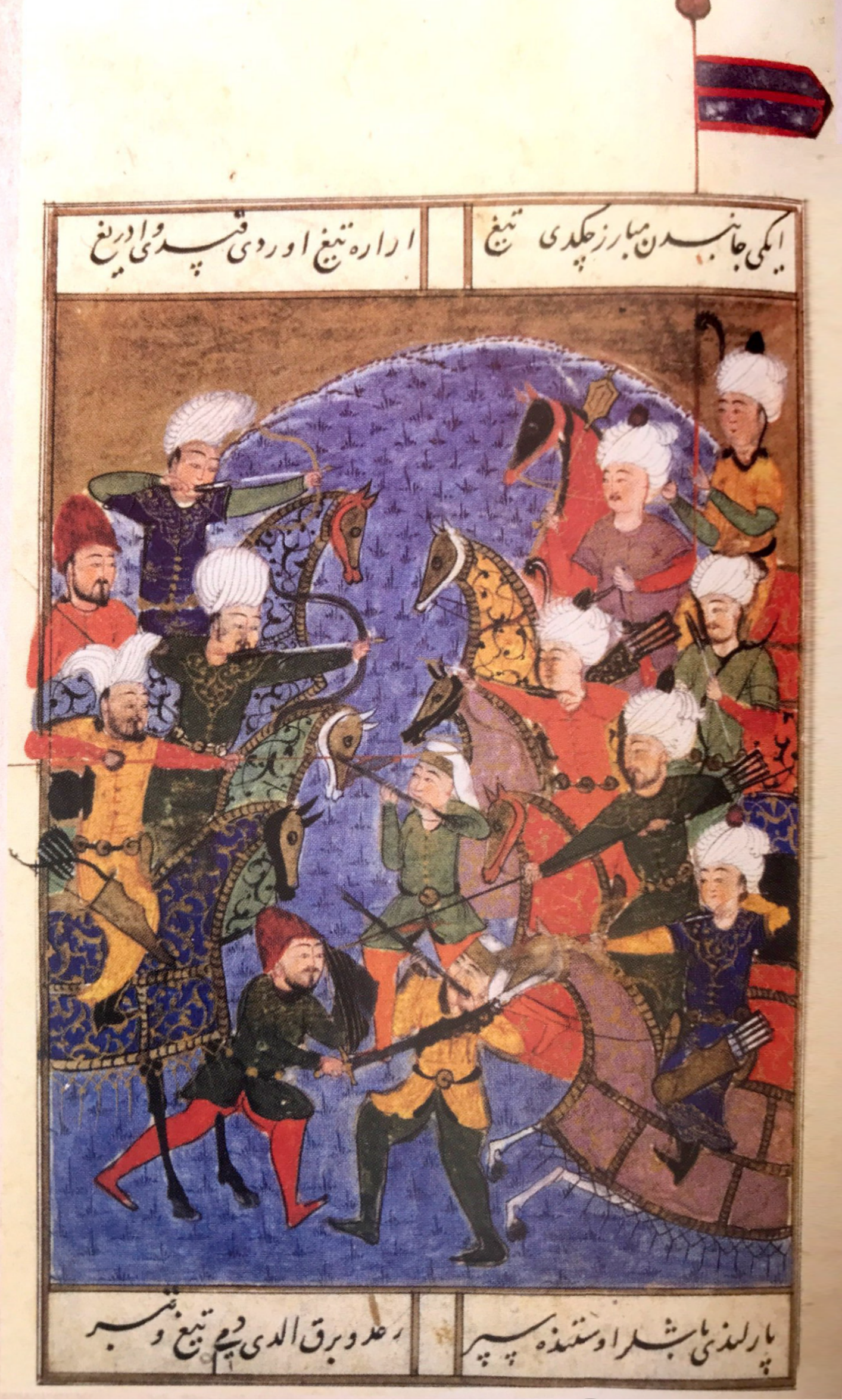

마르지 다비크 전투(Battle of Marj Dabiq, 아랍어: مرج دابق, "다비크의 초원"을 의미, 튀르키예어: Mercidabık Muharebesi)는 중동 역사상 결정적인 군사 교전으로 1516년 8월 24일 알레포(현대 시리아)에서 북쪽으로 44km 떨어진 다비크 마을 근처에서 벌어졌다. 이 전투는 1516~17년 오스만 제국과 맘루크 술탄국 사이의 전쟁의 일부였으며, 이 전쟁은 오스만 제국의 승리와 중동 대부분의 정복으로 끝났고 맘루크 술탄국은 멸망했다. 이 전투에서 오스만 제국의 승리로 셀림의 군대는 시리아 (지역) 전역을 장악하고 이집트 정복의 문을 열었다.